# Endlicheria jefensis
Endlicheria jefensis är en lagerväxtart som beskrevs av Van der Werff och Chanderb.. Endlicheria jefensis ingår i släktet Endlicheria och familjen lagerväxter. Inga underarter finns listade i Catalogue of Life.